# Natalin (powiat wyszkowski)
Natalin – wieś w Polsce położona w województwie mazowieckim, w powiecie wyszkowskim, w gminie Wyszków. Ma status sołectwa.
Wierni Kościoła rzymskokatolickiego należą do parafii św. Idziego w Wyszkowie.

## Historia
W latach 1921–1931 wieś leżała w województwie białostockim, w powiecie ostrołęckim, w gminie Brańszczyk.
Według Powszechnego Spisu Ludności z 1921 roku wieś zamieszkiwało 157 osób w 28 budynkach mieszkalnych. Miejscowość należała do parafii rzymskokatolickiej w Brańszczyku. Podlegała pod Sąd Grodzki w Ostrowie i Okręgowy w Łomży; właściwy urząd pocztowy mieścił się w Brańszczyku.
W wyniku agresji III Rzeszy na Polskę we wrześniu 1939 wieś znalazła się pod okupacją niemiecką i do wyzwolenia weszła w skład dystryktu warszawskiego Generalnego Gubernatorstwa.
W latach 1975–1998 miejscowość należała administracyjnie do województwa ostrołęckiego.